# 1932年ロサンゼルスオリンピックのラトビア選手団
1932年ロサンゼルスオリンピックのラトビア選手団（1932ねんロサンゼルスオリンピックのラトビアせんしゅだん）は、1932年7月30日から8月14日にかけてアメリカ合衆国のロサンゼルスで開催された1932年ロサンゼルスオリンピックのラトビア選手団、およびその競技結果。

## 概要
今大会は銀メダル1個の合計1個のメダルを獲得した。
陸上男子50km競歩でヤーニス・ダーリンシュが銀メダルを獲得、ラトビアにオリンピック初のメダルをもたらした。

## メダル
| メダル | 選手名                 | 競技 | 種目         |
| ------ | ---------------------- | ---- | ------------ |
| 銀     | ヤーニス・ダーリンシュ | 陸上 | 男子50km競歩 |